# Літіофіліт

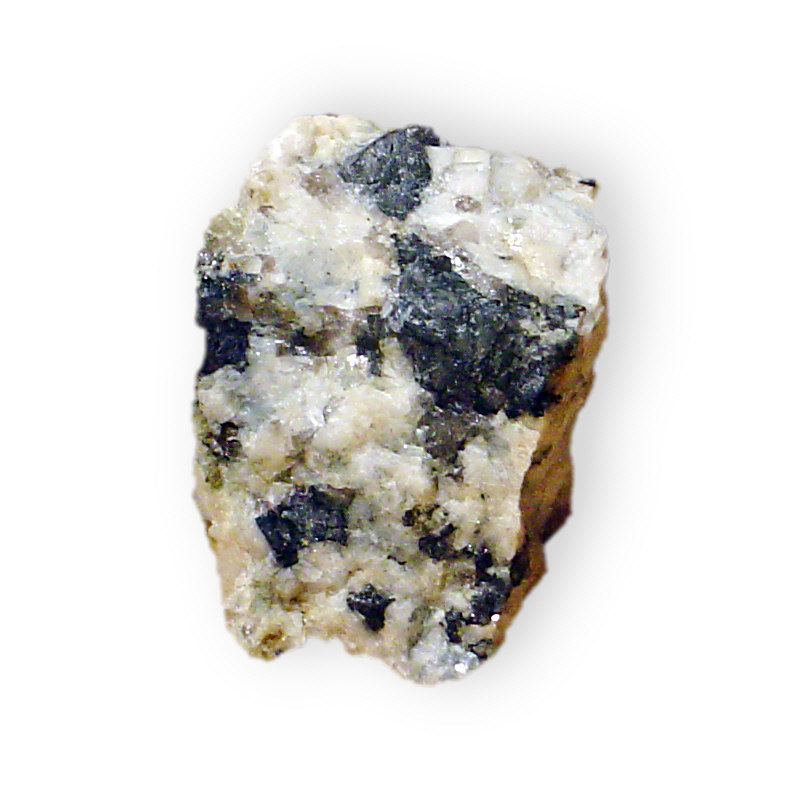
Трифіліт

Літіофіліт (рос. литиофилит; англ. lithiophilite; нім. Lithiophilit m) — мінерал, фосфат літію, манґану і заліза острівної будови.

## Історія та етимологія
Літіофіліт вперше виявлений у багатих літієм гранітних пегматитах у кар’єрі Бранчвілл (також Філлоу) поблизу однойменного міста в окрузі Ферфілд, штат Коннектикут. Вперше мінерал описали 1878 року американський геолог Джордж Джарвіс Браш і американський мінералог Едвард Солсбері Дана, які назвали мінерал на основі вмісту літію.
Типовий матеріал мінералу є в мінералогічній колекції Єльського університету в Нью-Хейвені (Коннектикут).

## Загальний опис
Хімічна формула: Li (Mn2+, Fe2+) [PO4].
Склад у % (з родовища Вожина, Південна Австралія): Li2O — 5,51; MnO — 30,53; FeO — 7,45; P2O5 — 43,43.
Домішки: CaO (9,70); Na2O (1,48); H2O (1,81); інші (0,50).
Утворює ізоморфний ряд з трифіліном (трифілітом).
Сингонія ромбічна. Вид ромбо-дипірамідальний.
Форми виділення: суцільні маси, інколи кристали.
Густина 3,5.
Твердість 5,5.
Спайність досконала.
Колір блідо-рожевий, жовтий, червоно-бурий.
Блиск скляний. Риса біла або світлозабарвлена.
Первинний мінерал гранітних пегматитів. Зустрічається спільно з іншими літієвими і фосфатними мінералами.
Знахідки: Хюнеркобель, Хагендорф, Плейштейн (Баварія, ФРН), штат Південна Дакота, Каліфорнія, Нью-Гемпшир, Массачусетс (США), Нор-рьо (Швеція), Тазенахт (Марокко), Карібіб (Намібія). В Україні є у Приазов'ї.
Руда літію. Від назви літію і грецького «філео» — люблю (G.J.Brush, E.S.Dana, 1878).

## Різновиди
- літіофіліт магніїстий — різновид літіофіліту з Туркестанського хребта, який містить до 9,50 % MgO.